# Massa-Carrara (provins)
Massa-Carrara är en provins i den italienska regionen Toscana och dess huvudort är Massa. Provinsen motsvarade ungefär Hertigdömet Massa och Carrara som införlivades i Hertigdömet Modena och Reggio 1829. Hertigdömet Modena och Reggio upphörde 1859 och styrdes av Centralitaliens förenade provinser fram till annekteringen 1860 av Kungariket Sardinien. Provinsen minskade 1923 när kommuner överfördes till provinserna La Spezia och Lucca.

## Administration
Provinsen Massa-Carrara är indelad i 17 kommuner. Alla kommuner finns i lista över kommuner i provinsen Massa-Carrara.